# Renato Bizzozzero
Renato Bizzozzero (Lugano, 7 september 1912 - 10 november 1994) was een Zwitsers voetballer die speelde als doelman.

## Carrière
Bizzozzero speelde gedurende zijn loopbaan voor de Zwitserse clubs FC Lugano en FC Chiasso. Met Lugano werd hij twee keer kampioen, in 1938 en in 1941. Bizzozzero maakte op 22-jarige leeftijd zijn debuut in het Zwitsers voetbalelftal. Daarvoor speelde hij in totaal negentien interlands. Hij maakte deel uit van de Zwitserse ploeg op het WK 1934 in Italië en op het WK 1938 in Frankrijk.

## Erelijst
- FC Lugano
  - Nationalliga: 1938, 1941